# Жирнохвостая сумчатая мышь
Жирнохвостая сумчатая мышь, или толстохвостая узколапая сумчатая мышь, или толстохвостая сумчатая землеройка (лат. Sminthopsis crassicaudata) — вид из рода узконогих сумчатых мышей семейства хищные сумчатые. Эндемик Австралии.

## Распространение
Широко распространена в западной, южной, центральной и восточной частях Австралии. Естественная среда обитания — луга, местности, покрытые кустарником, открытые редколесья. Кроме того, встречаются на территории сельскохозяйственных угодий.

## Внешний вид
Длина тела с головой колеблется от 60 до 90 мм, хвоста — от 40 до 70 мм. Вес взрослой особи — от 10 до 20 г. Волосяной покров короткий, густой и мягкий. Спина буро-серого цвета. Брюхо окрашено в светло-серый или белый цвет. Основание волосяного покрова тёмного цвета с песчано-серыми кончиками. Морда вытянутая, заострённая. Уши большие, треугольные. Задние лапы узкие. Межпальчевые подушечки задних лап зернистые. Хвост короткий. Как и у ряда других представителей рода у жирнохвостой сумчатой мыши в хвосте присутствуют жировые отложения, из-за чего основание хвоста у упитанных особей утолщено.

## Образ жизни
Ведут наземный, одиночный образ жизни. Активность приходится на ночь. День проводят в своих гнёздах из сухой травы под стволами упавших деревьев, а также в трещинах, образовавшихся в земле. Питаются преимущественно насекомыми, а также мелкими беспозвоночными. Длительное время могут жить без воды. В случае дефицита пищи впадают в спячку.

## Размножение
Выводковая сумка развита хорошо. Количество сосков — 8—10. Период размножения приходится на июнь-февраль, с пиком в августе-сентябре (время изобилия пищи). В течение года самка может приносить по несколько выводков. Беременность короткая, длится около 14 дней. В потомстве в среднем семь детёнышей. Примерно через 69 дней молодняк отлучается от груди матери. Половая зрелость наступает примерно через 115 дней у самок и через 159 дней у самцов. Максимальная продолжительность жизни в неволе — 5 лет (в дикой природе живут в среднем 1,5 года).